# Sture Bruzelius
Arvid Sture Bruzelius (i riksdagen kallad Bruzelius i Gyllerup), född 17 juli 1838 i Löderups församling, Kristianstads län, död 23 juni 1903 i Hörups församling, Kristianstads län, var en svensk militär, godsägare och riksdagsman. Han var son till Magnus Bruzelius.
Bruzelius blev student vid Lunds universitet 1856, underlöjtnant vid Södra skånska infanteriregementet 1858, löjtnant där 1865 och kapten 1878. Han var kapten i regementets reserv 1889–1900. Bruzelius tilldelades majors namn, heder och värdighet 1889 och blev major i armén 1900. Han var godsägare på Gyllerup i Hörups socken, där han även var kommunalman. Bruzelius var ledamot av riksdagens första kammare 1891–1900, invald i Kristianstads läns valkrets.